# Часово
 Часово — село в Сыктывдинском районе Республики Коми, административный центр сельского поселения Часово.

## География
Расположено на правобережье реки Вычегда на берегу старицы на расстоянии примерно 43 км по прямой от районного центра села Выльгорт на север.

## История
Упоминается с 1586 года деревня Часовая с 4 дворами. В 1608 году упоминается, что в деревне проживало уже свыше 30 душ мужского пола. В 1646 году здесь (деревня Чюсовая) было 13 жилых дворов и 3 пустых, 20 душ мужского пола. Во второй половине XVIII века Часово стало центром волости. В 1747 году насчитывалось 160 человек. С 1782 года село Часово именовалось Спасским, по наименованию церкви. В нем насчитывалось 64 двора, 439 жителей. В 1873 году в Часово насчитывалось 86 дворов, 696 жителей. В конце XIX века в селе имелись две торговые лавки, дегтярный завод, почтовая станция, в конце XX века появился хлебозапасный магазин. В 1918 году в Часово жили 842 человека. В 1926 году в селе насчитывается 244 двора, 987 жителей. В советское время работал колхоз имени Жданова. Была в селе церковь, построенная в 1893—1914 годах. В 1930-е годы разобрана на кирпичи. К 1970 году население села сократилось до 715 человек, к 1979 — до 618 человек.

## Население
Постоянное население составляло 536 человека (коми 72 %) в 2002 году, 506 в 2010.